# Meziříčko u Jihlavy
Meziříčko (deutsch Mesericzko, 1940–45 Klein Meseritz) ist eine Gemeinde in Tschechien. Sie liegt 14 Kilometer nordwestlich von Velké Meziříčí und gehört zum Okres Žďár nad Sázavou.

## Geographie
Meziříčko befindet sich an der Einmündung des Nadějovský potok in die Balinka (Lissabach) in der Böhmisch-Mährischen Höhe. Nordwestlich liegt der Teich Borovský rybník. In der Ortsmitte befindet sich der Teich Navesní rybník, früher Mlýnský rybník (Dorfteich). Am südlichen Ortsrand führt die Autobahn D1 vorbei, die nächste Abfahrt ist Měřín.
Nachbarorte sind Jersín im Norden, Černá im Nordosten, Dědkov und Blízkov im Osten, Měřín im Südosten, Chlumek im Süden, Kamenička im Südwesten, Řehořov und Věžnice im Westen sowie Nadějov und Borovský Mlýn im Nordwesten.

## Geschichte
Der Ort wurde wahrscheinlich zu Beginn des 13. Jahrhunderts im Zuge der Kolonisationstätigkeit des Benediktinerklosters Třebíč gegründet und gehörte später zu den Gütern der Propstei Měřín. Die erste urkundliche Erwähnung von Meziříčko einschließlich des Hofes und der Feste erfolgte 1409, als der Trebitscher Abt Ignaz das Dorf an Ješek Střečka verpfändete. Um 1493 erwarb Jiří von Řehořov den Ort. Im Jahre 1556 wurde der Ort als Mezerziczko bezeichnet. Nach der Aufhebung der Propstei kam Mezerziczko zu Herrschaft Jamné. 1585 ist Václav Přepiský von Rychenburk auf Černá und ab 1596 Václav Chroustenský von Malovar als Besitzer überliefert. 1604 folgten die Eheleute Ludmila Chroustenský und Jan Osecký von Oseček. Sie verkauften die Güter Meziříčko und Řehořov 1615 für 12.000 mährische Gulden an Hynko Grün von Stürzenberg. Dabei wurde letztmals eine Feste erwähnt. Stürzenbergs Besitz wurde nach der Schlacht am Weißen Berg konfisziert. 1624 kaufte der Iglauer Jesuitenorden das Dorf für 8.000 Gulden. Im Hufenregister von 1656 sind für das Dorf 21 Anwesen erfasst, von denen 7 wüst lagen. Unter den Jesuiten bildete Meziříčko das Zentrum einer kleinen Herrschaft, zu der noch die Dörfer Jamné, Řehořov, Věžnice und Rybné gehörten. Im 18. Jahrhundert wurde das Dorf Messreicžko, Meseritzko und Klein Meseritzko genannt. Nachdem der Jesuitenorden 1773 aufgehoben war, gelangte das Dorf an weltliche Besitzer. 1785 wurde ein Teil der Güter parzelliert und die Ansiedlungen Familie und Samotin gegründet. Für 3.126 Gulden kaufte im Jahre 1726 Václav Kalcher die Herrschaft Jamné.
Nach der Ablösung der Patrimonialherrschaften wurde Meziříčko 1850 zu selbstständigen Gemeinde in der Bezirkshauptmannschaft Iglau. Seit 1872 lautet der Ortsnamen Meziříčko. Zwischen 1877 und 1880 suchte Kronprinz Rudolf das örtliche Wirtshaus mehrfach zum Zeitvertrieb auf. Am 17. September 1879 brannten 31 Häuser des Dorfes nieder. Im Jahr darauf begannen die Vermessungsarbeiten zu einem Eisenbahnbau, der nie realisiert wurde. 1910 brach ein weiteres Großfeuer auf und vernichtete die untere Seite. Dies führte 1912 zur Gründung der Freiwilligen Feuerwehr Meziříčko. 1949 wurde die Gemeinde dem Okres Jihlava-okolí zugeordnet und ab 1961 gehörte sie zum Okres Jihlava. 1975 begann südlich des Dorfes der Autobahnbau. Am 20. August 1975 wurden dabei durch eine falsch berechnete Sprengung mehrere Dächer in Meziříčko durch Fluggestein beschädigt. Seit dem 1. Januar 2007 gehört die Gemeinde zum Okres Žďár nad Sázavou.

## Sehenswürdigkeiten
- Kapelle, errichtet 1785
- Statue des hl. Johannes von Nepomuk
- Kirche des hl. Johannes von Nepomuk, geweiht 1998

## Gemeindegliederung
Für die Gemeinde Meziříčko sind keine Ortsteile ausgewiesen.